# Pilea cruegeriana
Pilea cruegeriana är en nässelväxtart som beskrevs av Hugh Algernon Weddell. Pilea cruegeriana ingår i släktet pileor, och familjen nässelväxter. Inga underarter finns listade i Catalogue of Life.